# Catacombe di Pianosa
Le catacombe di Pianosa si trovano sull'isola di Pianosa, nel comune di Campo nell'Elba.

## Storia
Risalgono al III-IV secolo, e vi si accede da una piccola grotta vicino al porto. Sono costituite da un fitto intreccio di gallerie, esse  venivano utilizzate, come luogo di sepoltura, dalle prime comunità cristiane che si insediarono sull'isola, forse per sfuggire alle persecuzioni di Diocleziano, attirate dalla fertilità e ricchezza d'acqua dell'isola stessa e dalla facilità con cui era possibile scavare la roccia, costituita da arenarie conchiglifere, per le sepolture. Si tratta del complesso di Catacombe di maggiori dimensioni a Nord di Roma.
Le gallerie erano basse e, lungo le pareti laterali, le sepolture erano disposte in tre ordini sovrapposti, partendo dal piano di calpestio; soltanto i personaggi più importanti avevano una tomba a vasca, che occupava i due ordini superiori. Per ragioni di economia di spazio, i corpi erano deposti in posizione fetale ed i loculi erano coperti con lastre di pietra, dove erano incisi i nomi dei defunti con le lettere al contrario di modo che dall'interno il defunto lo potesse leggere per dritto. L'accesso alle catacombe era posto dal lato del mare ed indicato da un'incisione nella roccia (croce grande, sormontata da una fiamma rappresentante lo Spirito Santo e da una croce più piccola che indicava l'ingresso).
Sia pure spogliate lungo i secoli, soprattutto durante il periodo della pirateria e  spesso usate come vere e proprie discariche, grazie a recenti restauri, si presentano in buono stato di conservazione.
Nei circa 110 metri attualmente visitabili, che durante il periodo di maggior sviluppo della colonia penale agricola erano stati usati come cantina, sono state censite circa 700 sepolture.

## Profilo giuridico
In base all'art 33 dei Patti Lateranensi tutte le catacombe sparse sul territorio nazionale sono nella disponibilità della Santa Sede, che ha l'onere della custodia, della manutenzione e della conservazione. Questo compito è svolto dalla Pontificia Commissione di Archeologia Sacra.